# Oxycentrus
Oxycentrus es un  género de coleópteros adéfagos de la familia Carabidae.

## Especies
Comprende las siguientes especies:
- Oxycentrus acutipennis N.Ito, 1996
- Oxycentrus acutulus Bates, 1892
- Oxycentrus angusticeps N.Ito, 2000
- Oxycentrus argutoroides (Bates, 1873)
- Oxycentrus assamensis Kirschenhofer, 1992
- Oxycentrus atratus Kirschenhofer, 1992
- Oxycentrus baehri N.Ito, 1996
- Oxycentrus borneensis Bates, 1876
- Oxycentrus castaneus Kirschenhofer, 1992
- Oxycentrus changi Habu, 1978
- Oxycentrus foveicollis Bates, 1889
- Oxycentrus fulgens N.Ito, 1997
- Oxycentrus giganteus N.Ito, 1996
- Oxycentrus gracilitarsis N.Ito, 1996
- Oxycentrus grandis (Emden, 1937)
- Oxycentrus gusenleitneri N.Ito, 1996
- Oxycentrus hayakawai Ito, 2006
- Oxycentrus horni Schauberger, 1938
- Oxycentrus iridicolor N.Ito, 1996
- Oxycentrus ivani N.Ito, 1996
- Oxycentrus javanus (Louwerens, 1951)
- Oxycentrus jelineki Ito, 2006
- Oxycentrus kraatzi (Schauberger, 1938)
- Oxycentrus latemarginatus N.Ito, 2000
- Oxycentrus matanganus (Schauberger, 1934)
- Oxycentrus melas (Schmidt-Goebel, 1846)
- Oxycentrus micros Schauberger, 1938
- Oxycentrus minor (Louwerens, 1951)
- Oxycentrus minutopunctatus N.Ito, 1998
- Oxycentrus miyakei Habu, 1978
- Oxycentrus negrosensis N.Ito, 1998
- Oxycentrus nitidus Andrewes, 1930
- Oxycentrus oblongicollis N.Ito, 1996
- Oxycentrus obtusicollis N.Ito, 1994
- Oxycentrus omaseoides Bates, 1892
- Oxycentrus orinus (Andrewes, 1931)
- Oxycentrus parallelus Chaudoir, 1854
- Oxycentrus parvus N.Ito, 1996
- Oxycentrus persimilis N.Ito, 2000
- Oxycentrus piceus (Louwerens, 1951)
- Oxycentrus planibasis N.Ito, 1998
- Oxycentrus punctatus N.Ito, 1996
- Oxycentrus quadricollis N.Ito, 1994
- Oxycentrus rectangulus N.Ito, 2000
- Oxycentrus richterianus Kirschenhofer, 1987
- Oxycentrus rugifrons (Louwerens, 1954)
- Oxycentrus sakaii N.Ito, 1998
- Oxycentrus schaubergeri N.Ito, 1996
- Oxycentrus shibatai N.Ito, 1993
- Oxycentrus siamensis N.Ito, 1994
- Oxycentrus sikkimensis Kirschenhofer, 1992
- Oxycentrus smetanai N.Ito, 1996
- Oxycentrus striolatus Andrewes, 1930
- Oxycentrus subarcuaticollis N.Ito, 1997
- Oxycentrus subdepressus N.Ito, 1994
- Oxycentrus subovatus N.Ito, 1993
- Oxycentrus yoshidai N.Ito, 2001